# 1852 na arte

Ilustração.

## Nascimentos
| Data           | Nome                       | Profissão  | Nacionalidade                              | Observações | Ref |
| -------------- | -------------------------- | ---------- | ------------------------------------------ | ----------- | --- |
| 7 de fevereiro | Francisco Augusto Flamengo | pintor     | Reino Unido de Portugal, Brasil e Algarves | m. 1915     |     |
| 1 de abril     | Edwin Austin Abbey         | pintor     | Estados Unidos                             | m. 1911     |     |
| 25 de junho    | Antoni Gaudí               | arquitecto | Espanha                                    | m. 1926     |     |

## Mortes
| Data          | Nome              | Profissão        | Nacionalidade | Observações | Ref |
| ------------- | ----------------- | ---------------- | ------------- | ----------- | --- |
| 24 de janeiro | Auguste Roquemont | pintor romântico | Portugal      | n. 1804     |     |
| ??            | Pavel Fedotov     | pintor           | Império Russo | n. 1815     |     |